# Щербін (Великопольське воєводство)
Щербін (пол. Szczerbin, нім. Scherben) — село в Польщі, у гміні Лобжениця Пільського повіту Великопольського воєводства.
Населення — 280 осіб (2011).
У 1975-1998 роках село належало до Пільського воєводства.

## Демографія
Демографічна структура станом на 31 березня 2011 року:
|          | Загалом | Допрацездатний вік | Працездатний вік | Постпрацездатний вік |
| -------- | ------- | ------------------ | ---------------- | -------------------- |
| Чоловіки | 140     | 38                 | 92               | 10                   |
| Жінки    | 140     | 38                 | 82               | 20                   |
| Разом    | 280     | 76                 | 174              | 30                   |